# George Frederick McKay
George Frederick McKay, né le 11 juin 1899 à Harrington – mort le 4 octobre 1970, est un compositeur américain.